# Taula

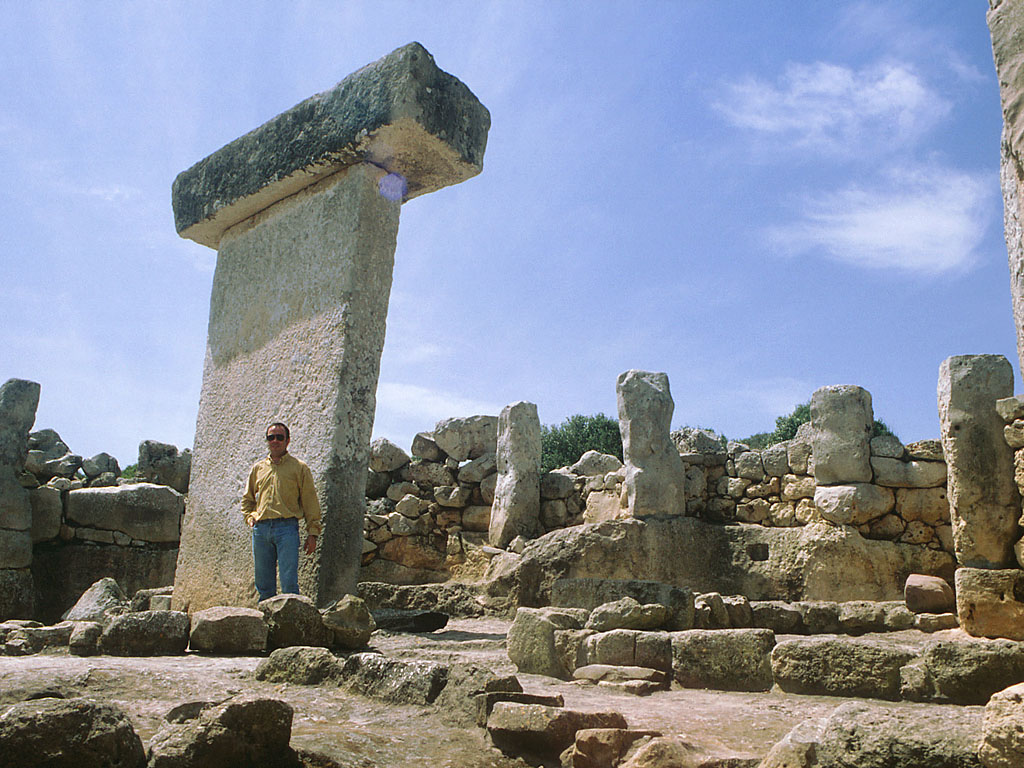
Taula de Torralba, em Minorca

A Taula é o monumento cerimonial mais emblemático de Minorca. Construídas na época talaiótica, trata-se de um santuário cujo recinto tem forma de ferradura, parecido aos de Maiorca mas que tem um grande monumento central que se assemelha a uma mesa, o que lhe deu o nome (taula é "mesa" em catalão). Desconhece-se a cronologia destes santuários pois, enquanto os recintos puderam existir ao longo de todo o Talaiótico, os seus monumentos centrais podem pertencer a qualquer fada ao longo do primeiro milénio.

## Localização de Taulas
Alfurinet,
Bella Ventura,
Binicrodell,
Binimaimut,
Binimassó,
Binisafúller,
Cavalleria,
Cotaina,
Es Tudons,
La Beltrana,
Na Comerma de sa Garita,
Sa Torreta,
Sant Agustí,
So n’Angladó,
Son Bernardí,
Son Catlar,
Son Olivaret,
Son Rotger,
Talatí de Dalt,
Torralba d'en Salord,
Torralbenc,
Torre d'en Galmés,
Torre Llafuda,
Torre Llissà,
Torre Trencada,
Torre Vella d’en Lozano,
Trepucó.

## Bibliografía
- Talatí de Dalt 1997-2001. Gustau Juan Benejam; Joaquín Pons Manchado. 2005. Treballs del Museu de Menorca, 29. 267 p. ISBN 84-96430-48-0
- Hochsiedler P. Y. y Knösel D.: Les Taules de Menorca, un estudi arqueoastronòmic. 1995
- Walkowitz J. E.: Das Megalithsyndrom. 2003. ISBN 3-930036-70-3
- Plantalamor Massanet, L.: Algunas Consideraciones sobre los sepulcros Megalíticos de Menorca, en Trabajos del Museo de Menorca - separata de Sautuola II, Mahón, 1981.